# André Devambez

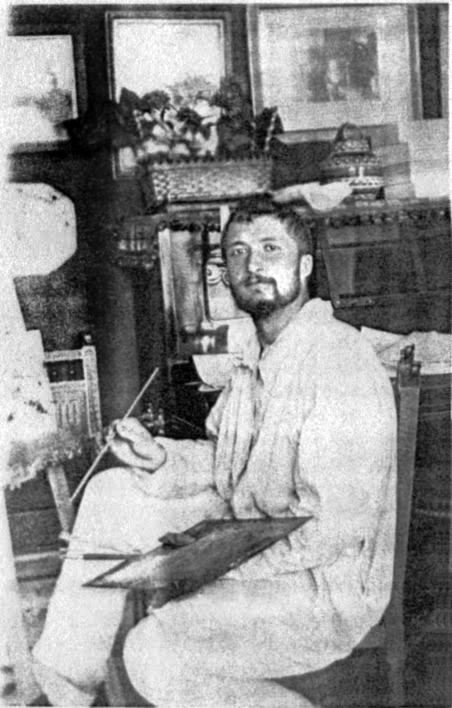
André Devambez, ca. 1900

André Devambez (Parijs, 26 mei 1867 – aldaar, 18 maart 1944) was een Frans kunstschilder en illustrator.

## Biografie
André Devambez was een telg van een bekende Parijse familie en door zijn afkomst voorbestemd voor een loopbaan in de kunst. Zijn vader Édouard was graveur, drukker, uitgever en galeriehouder. Het huis Devambez bestaat vandaag nog en is nu gevestigd op de Place Vendôme.
André groeide op in een artistieke omgeving en besloot al zeer vroeg om kunstenaar te worden. Hij studeerde aan de École des beaux-arts in Parijs bij Benjamin Constant en bij Lefebvre aan de Académie Julian. Vanaf 1889 exposeerde hij op het Parijse salon en in 1890 won hij de Prix de Rome en ging voor vijf jaar naar Rome waar hij verbleef in de Villa Medici. Hij ontmoette er Ernest Laurent en raakte er bevriend met Adolphe Déchenaud, van wie hij een portret schilderde.
Devambez werd benoemd tot hoofd van het schildersatelier van de École des beaux-arts in 1929 en zou die functie uitoefenen tot 1937. Hij werd lid van het Institut de France in 1930.
André Devambez trouwde in 1900 met Cécile Richard en het echtpaar kreeg twee kinderen, Pierre (1902-1980) die conservator werd in het Louvre van de Griekse en Romeinse antiquiteiten en een dochter Valentine (1907-2003) die ook een artistieke carrière maakte en professor in tekenen werd.
Na zijn overlijden in 1944 werd hij bijgezet op het kerkhof van Père-Lachaise in Parijs.

## Werk

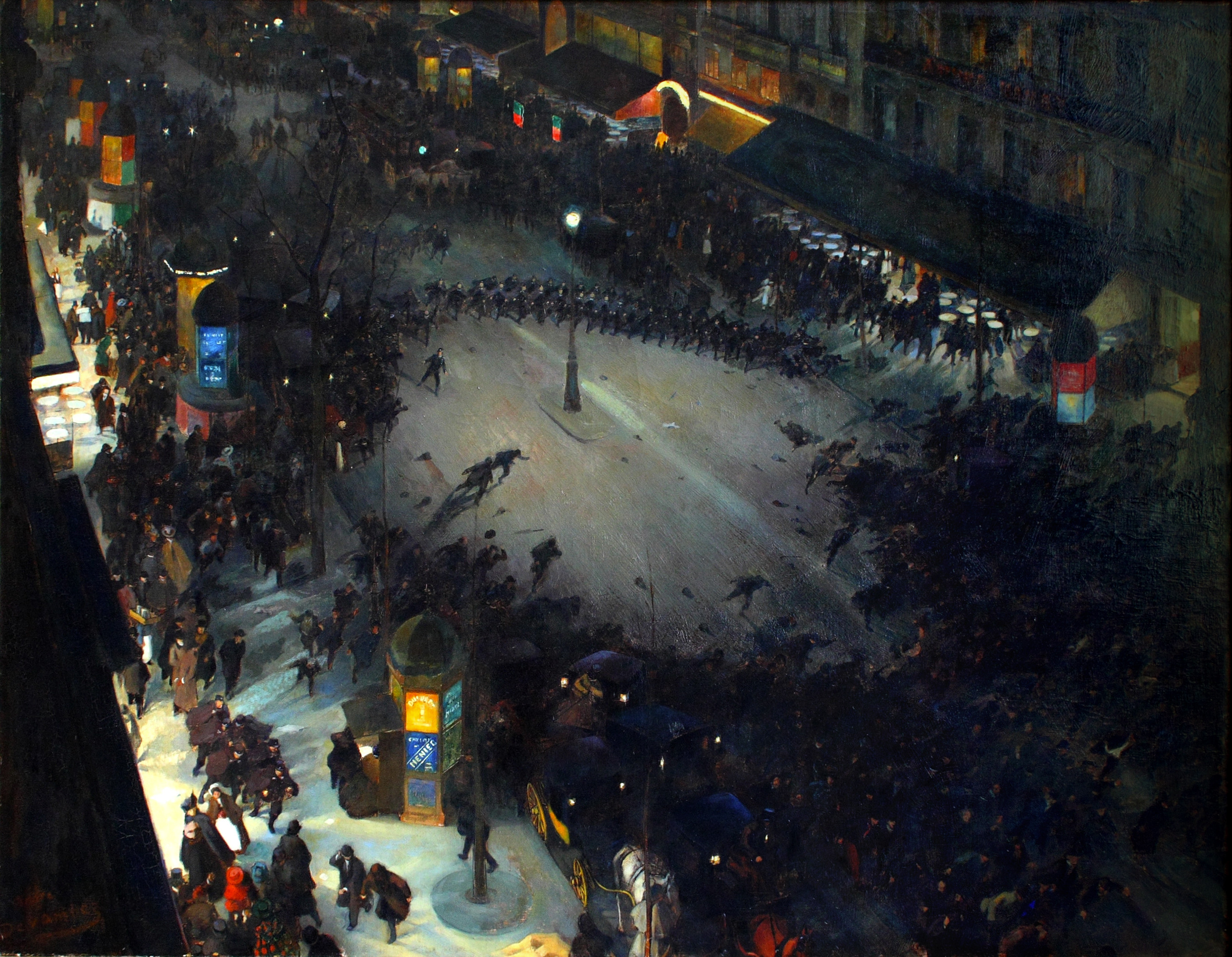
La Charge, 1902-1903, Musée d'Orsay, Parijs

Devambez schilderde graag scènes die het “moderne” leven illustreren. Voor een reeks van tien panelen die hij schilderde voor de Franse ambassade in Wenen, koos hij de uitvindingen van zijn tijd: de metro, een lijnbus, een vliegtuig, een zweefvliegtuig, een telefoon en dergelijke meer. Hij schilderde veel in opdracht van de overheid, zijn stijl was vrij eclectisch en hij is moeilijk een academisch kunstenaar te noemen. Zijn werken tonen veel inventiviteit, een vrije geest en zijn niet gespeend van humor.
De kunstcriticus Louis Vauxcelles schreef in 1911 dat Devambez, nadat hij losgelaten was uit zijn “gevangenis” in Rome, de religieuze en historische taferelen, het idealisme, het academisme en de nobele kunst wandelen stuurde en zijn eigen weg volgde. Het was dezelfde criticus die hem “de schilder van de mensheid gezien vanaf de zesde verdieping” noemde, maar die werken uitstekend vond, als het ware een Fluwelen Brueghel maar gemaakt met het vergrootglas.
Vanaf 1900, na zijn Romereis dus, zien we bij de schilder een thematische en stilistische wijziging in zijn werk. Hij schilderde impressionistische genretaferelen van grote massa’s, straattaferelen, betogingen, theaterpubliek en dergelijke meer. Een mooi voorbeeld hiervan is het doek La Charge geschilderd in 1902, dat bewaard wordt in het Musée d'Orsay. Het toont de botsing tussen politie en betogers op de boulevard Montmartre gezien vanuit het venster van een hoge verdieping. Dit is een perspectief dat hij in meerdere werken gebruikte. Hij schilderde ook vaak vliegtuigen boven de wolken of het landschap, van bovenaf gezien. In 1934 werd hij officieel schilder van het pas opgerichte Ministerie van het luchtwezen.
Naast zijn werk als schilder was Devambez ook actief als graveur. We kennen van hem een album met 12 etsen, in een oplage van 150 exemplaren in 1915, met taferelen uit de Eerste Wereldoorlog. Hij illustreerde ook boeken van Émile Zola (La Fête à Coqueville), van Charles Le Goffic (Le poilu a gagné la guerre, 1919), en van Claude Farrère (Les Condamnés à mort). Daarnaast schreef en illustreerde hij kinderboeken zoals Auguste a mauvais caractère (1913) gevolgd door een ganse reeks zoals: Histoire de la petite Tata et du gros patapouf, Les Aventures du Gros Patapouf et Les Aventures du Capitaine Mille-Sabords. Hij werkte tevens als illustrator voor de Figaro Illustré, Le Rire en L’Illustration.

## Galerij

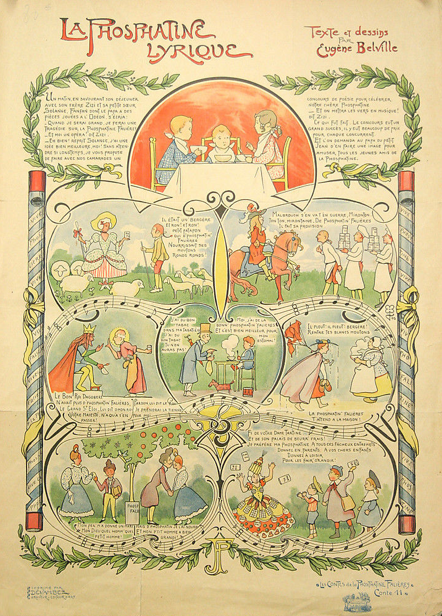
La Phosphatine, 1904
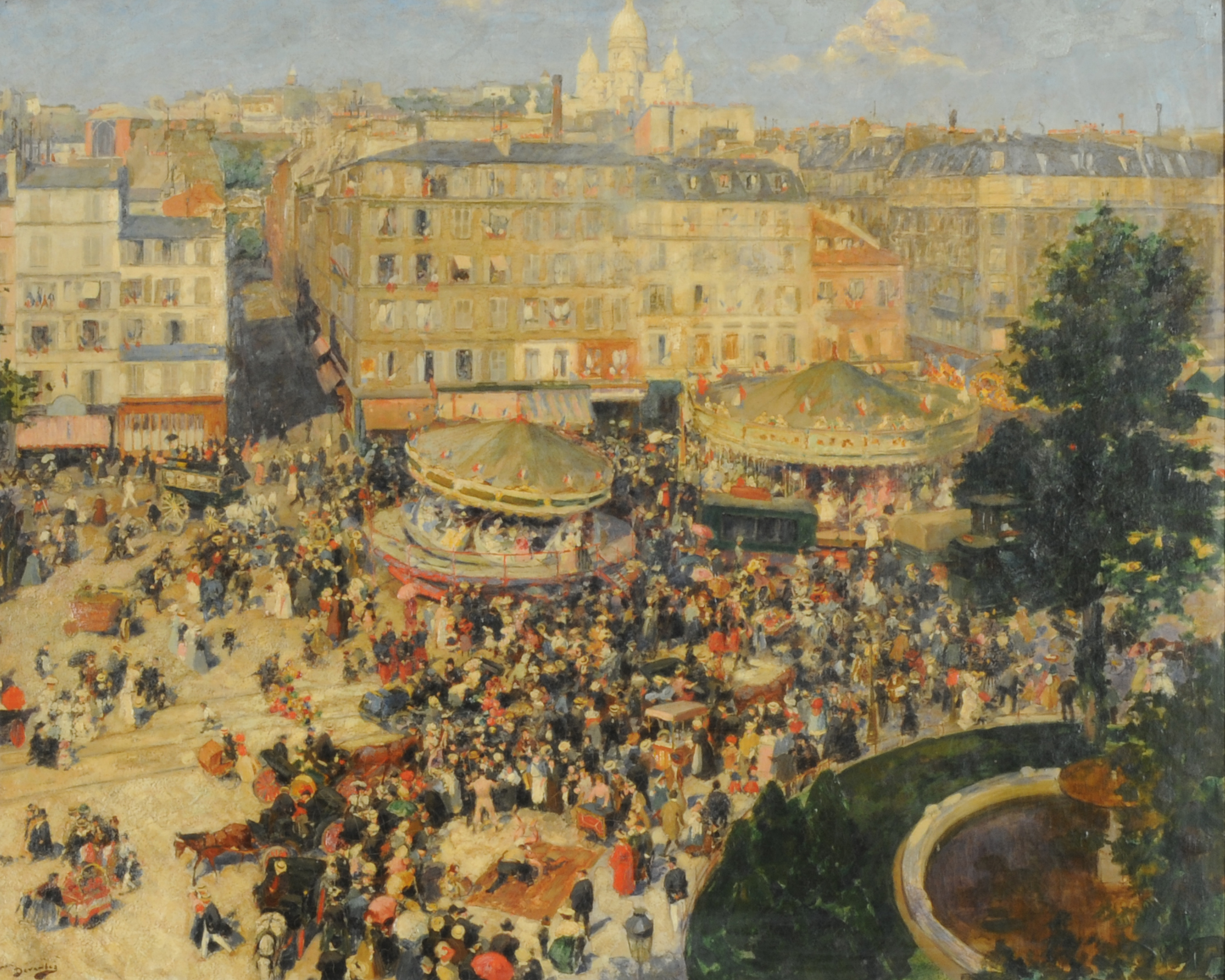
La Place Pigalle, 1906, Museo Nacional de Bellas Artes, Buenos Aires
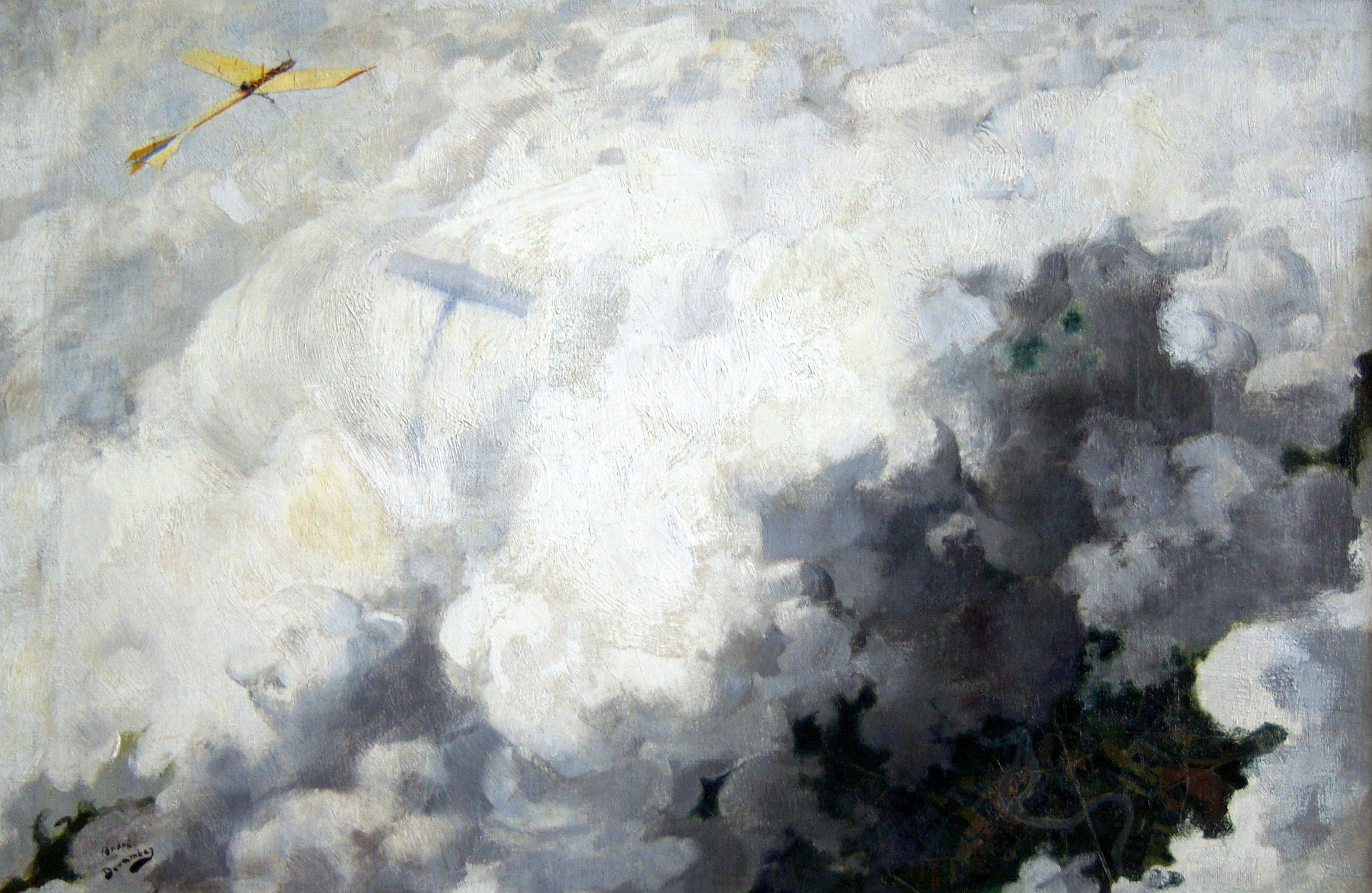
Le seul oiseau qui vole au-dessus des nuages, 1910, Musée d'Orsay, Parijs
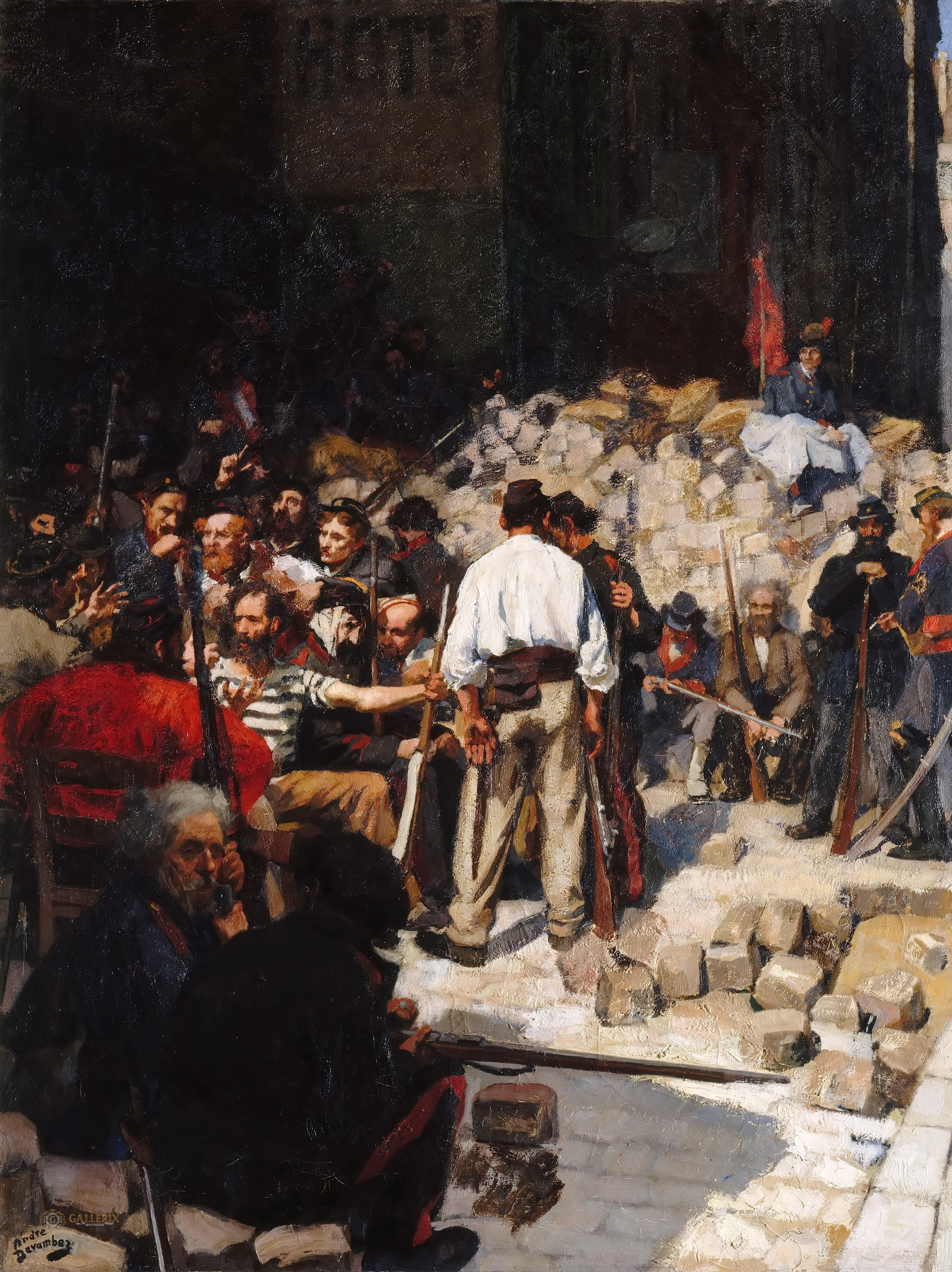
La Barricade, 1911, Musée de l'Histoire de France, Kasteel van Versailles
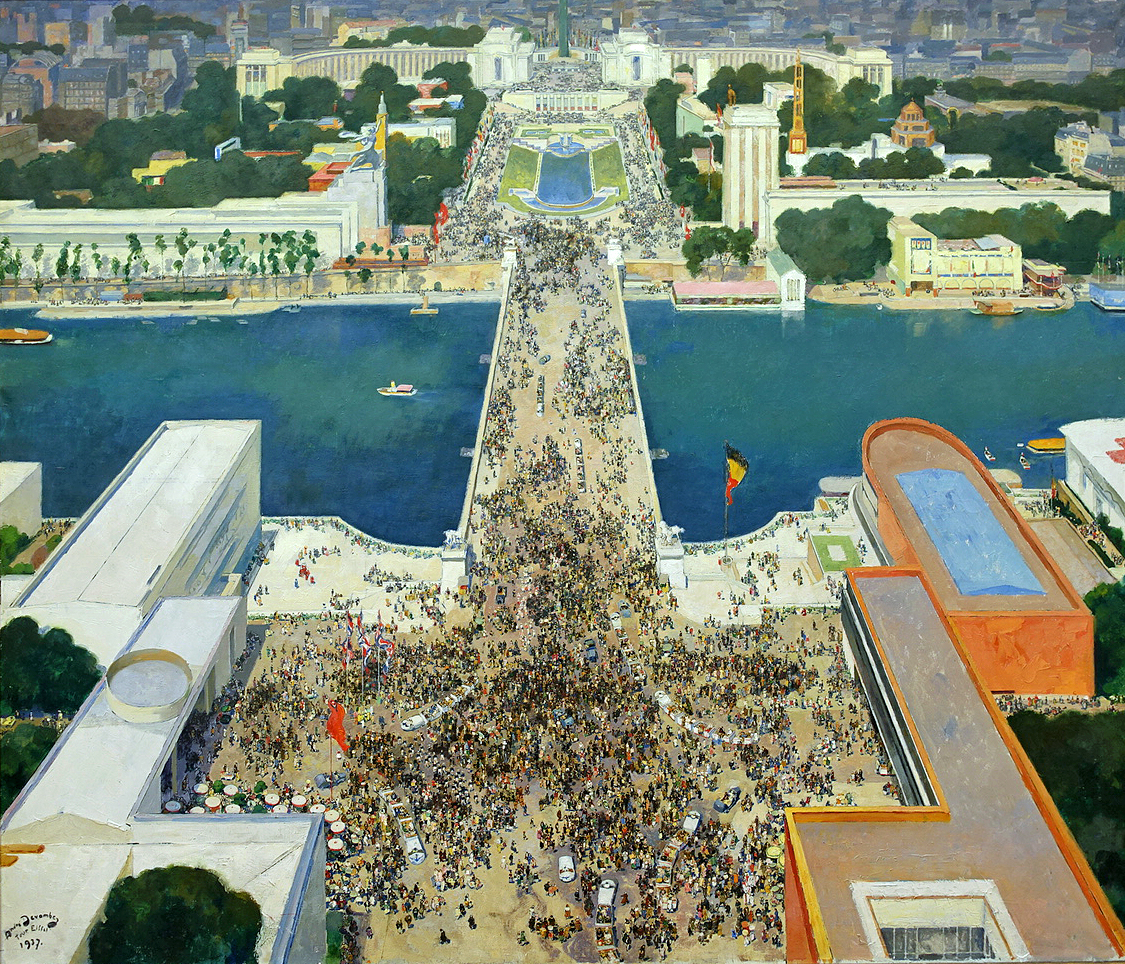
Exposition Internationale des Arts et Techniques dans la Vie Moderne, 1937 (gezien van de Eiffeltoren)

- Bibliothèque nationale de France: cb121109845 (data)
- Gemeinsame Normdatei: 118916963
- International Standard Name Identifier: 0000 0001 1770 1952
- Library of Congress Control Number: nr94016682
- National Gallery of Victoria: 928
- Nationale Bibliotheek van Tsjechië: hka20191030710
- Nationale Bibliotheek van Polen: a0000001059776
- RKD-Nederlands Instituut voor Kunstgeschiedenis: 22356
- Système universitaire de documentation: 02949432X
- Union List of Artist Names: 500004881
- Virtual International Authority File: 73884443
- WorldCat: E39PBJqfGMGDXGXR7Vrcpy9Yyd